# جان کوکت
جان کوکت (انگلیسی: John Cockett; ۲۳ دسامبر ۱۹۲۷ – ۱۶ فوریهٔ ۲۰۲۰) بازیکن هاکی روی چمن، و بازیکن کریکت اهل بریتانیا بود.